# Hydrops
Hydrops is een geslacht van slangen uit de familie toornslangachtigen (Colubridae) en de onderfamilie Dipsadinae.

## Naam en indeling
De wetenschappelijke naam van de groep werd voor het eerst voorgesteld door Johann Georg Wagler in 1830. Er zijn drie soorten, inclusief de pas in 2005 wetenschappelijk beschreven soort Hydrops caesurus. De slangen werden eerder aan andere geslachten toegekend, zoals Elaps, Homalopsis en Calopisma.

### Soorten
Het geslacht omvat de volgende soorten, met de auteur en het verspreidingsgebied.
| Naam                 | Auteur                                                 | Verspreidingsgebied                                                                                         |
| -------------------- | ------------------------------------------------------ | --- |
| Hydrops caesurus     | Scrocchi, Lucia-Ferreira, Giraudo, Ávila & Motte, 2005 | Argentinië, Brazilië, Paraguay                                                                              |
| Hydrops martii       | Wagler, 1824                                           | Peru, Colombia, Brazilië, Ecuador, Venezuela                                                                |
| Hydrops triangularis | Wagler, 1824                                           | Bolivia, Venezuela, Guyana, Suriname, Frans-Guyana, Trinidad, Peru, Ecuador, Brazilië, Colombia, Argentinië |

## Verspreiding en habitat
Alle soorten komen voor in delen van Zuid-Amerika en leven in de landen Bolivia, Venezuela, Guyana, Suriname, Frans-Guyana, Trinidad, Peru, Ecuador, Brazilië, Colombia, Argentinië en Paraguay. De habitat bestaat uit vochtige tropische en subtropische laaglandbossen en verschillende typen draslanden.

## Beschermingsstatus
Door de internationale natuurbeschermingsorganisatie IUCN is aan alle soorten een beschermingsstatus toegewezen. De slangen worden beschouwd als 'veilig' (Least Concern of LC).